# 한초임
한초임(1990년 12월 4일 ~ )은 대한민국의 가수다. 2018년 카밀라 싱글 앨범 [RED LIPS (레드립스)]로 데뷔했다.

## 방송
- Mnet 댄싱9 (2013)
- Jtbc 오픈남녀 (2017)
- Mnet 러브캐처 (2018) - 우승
- tv조선 내일은 미스트롯 2 (2021) - Top25(20위)
- 동아tv 고디바SHOW (2021)
- iHQ 트래블리 (2022)
- SBS 골 때리는 그녀들 (2023) fc불나비 선수 이자 초이마르 라는 별명을 가졌으며 강보람 이승연 과 함께 강한이 트리오 멤버 로 활동중 불나비 팀 경기가 있을때 힘찬 우렁찬 목소리로 경기에 임하고 있고 불나비 팀 경기가 없을때 응원석 에서 마찬가지로 힘찬 우렁찬 목소리로 경기에 임하는 선수들을 응원하고 있다
- 스포츠 토토 스포츠가 있는곳에 내가있다 여기 스포츠 이슈 고정MC

-2024년 3월8일 공동 진행자 고체티노 고재민 과 함께 삼성동 코엑스 에서 국대 레전드 총집합 스포츠 엑스 2024를 관람함
-2024년 5월8일 어버이 날 어느 풋살장에서 공동 진행자 고체티노 고재민 과 함께 축구를 배우는 시간 가짐
-2024년 7월10일 sbs 골 때리는 그녀들 에서 fc불나비 한초임 이랑 친구인 fc구척장신 허경희 를 만나 연남동 에서 시민들 과 함께 길거리 미션 진행
-2024년 8월7일 서울 잠실 롯데뤌드몰 k리그 산리오 팝업 스토어 관람함
-2024년 9월5일 sbs 골 때리는 그녀들 에서 fc불나비 한초임 이랑 친구인 fc구척장신 허경희 를 다시 만나 강원 인제 내린천 에서 짚트랙, ATV 를 타고 시원한 내리천 계곡에서 래프팅을 즐김
-2025년 4월9일 1년만에 돌아왔다 sbs 골 때리는 그녀들 에서 fc불나비 한초임 이랑 친구인 fc구척장신 허경희 를 다시 만나 삼성동 코엑스에서 스포츠 엑스 2025 를 관람함
- 그냥 조현영

레인보우 두 멤버였던 조현영 과 고우리 두 멤버 와 한초임 이 만나 진솔하게 사연도 읽고 그린 라이트를 드는 마녀사망에 출연하고 있다

## 음반
- Romeo (로미오) (2019)

### 카밀라
- RED LIPS (레드립스) (2018)
- 넘어가 (Take Me Home) (2019)

## 수상
- 아시아 리더대상 특별방송연예부문 대상 (2018)
- 제5회 럭셔리 브랜드 모델 어워즈 글로벌 패션위크 라이징 스타상 (2018)